# Толстой (мыс)
Толсто́й — мыс на северо-востоке Охотского моря в заливе Шелихова в юго-восточной части полуострова Пьягина.

## Топоним
Степан Крашенинников называет его мысом Чеяна. Название, возможно, корякского происхождения.

## География
С севера омывается заливом Удача, где находится устье реки Ларих. От основной части полуострова Пьягина отделён горой Удача. Примерно в 4 км северо-восточнее мыса расположен остров Катемалью, входящий в состав Ямских островов. Западнее находится соседний мыс Чёрный.
Среднее число дней с осадками за год на мысе — 213, что является рекордным показателем на территории бывшего СССР.